# Franca
Franca város Brazíliában, São Paulo államban. Lakosainak száma 352 536 fő (2022). Franca Patrocínio Paulista, Rifaina, Batatais, Claraval, Cristais Paulista, Ibiraci, Restinga, Ribeirão Corrente és São José da Bela Vista községekkel határos.

## Népesség
A település népességének változása:
| Lakosok száma | 318 640 | 358 539 | 352 536 |
|               | 2000    | 2021    | 2022    |